# Enicospilus straatmani
Enicospilus straatmani là một loài tò vò trong họ Ichneumonidae.